# Osa – Terror beherrscht die Welt
Osa – Terror beherrscht die Welt ist ein amerikanischer Endzeitfilm aus dem Jahr 1986. Regisseur und Autor war Oleg Egorov genannt. In der titelgebenden Hauptrolle spielte Kelly Lynch.

## Handlung
In einer Zukunft, in der das meiste Wasser verseucht und das Trinkwasser knapp ist, lebt das Mädchen Osa mit ihrer Familie in einer Oase in der Wüste von Arizona. Das Unternehmen von Mr. Hammond kontrolliert den Wasserhandel. Dessen Sicherheitsdienst, unter Führung von Mr. Big, überzieht die Gegend mit Terror. Eines Tages überfallen sie die Oase, töten alle dort lebenden Menschen, und nehmen Osas Bruder gefangen. Nur Osa kann fliehen; sie wird von einem Armbrustschützen namens Trooper aufgenommen und zur Kämpferin ausgebildet. Als Osa erwachsen ist, wird Trooper vom Kommando von Mr. Big getötet und sie übernehmen die Kontrolle über das Unternehmen Hammonds. Osa rächt sich an den Männern Mr. Bigs, indem sie zusammen mit einem Verbündeten einen nach dem anderen tötet. Bevor sie Mr. Big töten kann, greifen der Sheriff und seine Männer ein. Sie lassen die beiden in einem tödlichen Wettkampf gegeneinander antreten, nach dessen ergebnislosen Verlauf Mr. Big von Osa erschossen wird.

## Rezension
Der Filmdienst befand, Osa sei ein „zähflüssig inszenierter "Endzeit-Film" mit etlichen Brutalitäten, der das Bild einer düsteren, von sadistischen Psychopathen beherrschten Welt lediglich als Staffage mißbraucht“. John Stanley sprach in seinem Buch Creature Features  von einem witzlosen Mad-Max-Abklatsch, der schlecht geschrieben und stillos inszeniert sei.